# Starmera caribaea
Starmera caribaea är en svampart som först beskrevs av Phaff, Starmer, Lachance, V. Aberdeen & Tredick, och fick sitt nu gällande namn av Y. Yamada, H. Kawas., Nagats., Mikata & Tats. Seki. Starmera caribaea ingår i släktet Starmera och familjen Phaffomycetaceae.   Inga underarter finns listade i Catalogue of Life.